# Малта на Светском првенству у атлетици у дворани 2014.
Малта је на Светском првенству у атлетици у дворани 2014. одржаном у Сопоту од 7. до 9. марта учествовала десети пут. Репрезентацију Малте представљала је једна такмичарка која је учествовала у трци на 60 метара.,
На овом првенству Малта није освојила ниједну медаљу а постигнут је лични рекорд.

## Учесници
Жене:
- Рејчел Фиц — 60 м

## Резултати

### Жене
| Атлетичарка | Дисциплина | Лични рекорд | Група    | Група      | Полуфинале            | Полуфинале            | Финале                | Финале  | Детаљи |
| Атлетичарка | Дисциплина | Лични рекорд | Резултат | Место      | Резултат              | Место                 | Резултат              | Место   | Детаљи |
| ----------- | ---------- | ------------ | -------- | ---------- | --------------------- | --------------------- | --------------------- | ------- | ------ |
| Рејчел Фиц  | 60 м       |              | 7,86 ЛР  | 8. у гр. 3 | Није се квалификовала | Није се квалификовала | Није се квалификовала | 37 / 43 |        |